# スパンカーズ
スパンカーズ(SPANKERS)は、イタリア出身のDJ、プロデュースユニット。
セックス・オン・ザ・ビーチ、カイピリーニャ、キューバリブレ、ピニャコラーダといったカクテル名を連呼する歌詞が特徴の「恋のセックス・オン・ザ・ビーチ（英語: Sex On The Beach）」が代表曲。
「恋のセックス・オン・ザ・ビーチ」ら3作のシングルを収録した2012年6月20日のデビュー・アルバム『365』にはアメリカのラッパースヌープ・ドッグやクーリオらが参加。日本盤のボーナス・トラックには日本のラッパーSKY-HIが参加している。

## メンバー
- パオロ・オルテリ（Paolo Ortelli）
- ルーク・デグリー（Luke Degree）、本名 : ルカ・デ・グレゴリオ（Luca de Gregorio）

## ディスコグラフィー

### シングル
1. 恋のセックス・オン・ザ・ビーチ Sex On The Beach (2010年)
2. チュパリコ Chupa Rico
3. エヴリワンズ・ア・DJ Everyone's A DJ

### アルバム
1. スリー・シックス・ファイブ 365 (2012年6月20日発売)